# Atrichopogon fusciscutellum
Atrichopogon fusciscutellum är en tvåvingeart som beskrevs av Wirth och Ratanaworabhan 1993. Atrichopogon fusciscutellum ingår i släktet Atrichopogon och familjen svidknott. Inga underarter finns listade i Catalogue of Life.